# Kanir-Dup
Kanir-Dup también San Ignacio de Tupile o Isla Gallina u oficialmente San Ignacio de Tupile o Kanir-Dup o Isla Gallina, es una un poblado en el municipio de la comarca de Guna Yala en Panamá. En 2010 la población era de 1200 habitantes.